# 2024年亞速海A-50預警機擊落事件
2024年1月14日晚，烏克蘭媒體報導指俄羅斯一架A-50預警機在亞速海上空被擊落。同時，一架俄羅斯Il-22管制機也被擊中受損，但最终成功降落在阿納帕。
BBC將A-50預警機的擊落視為俄羅斯入侵烏克蘭以來俄羅斯空天軍最嚴重的損失之一。據報導指，這是有史以來第一宗已知的預警機被擊落事件。

## 背景

### A-50預警機

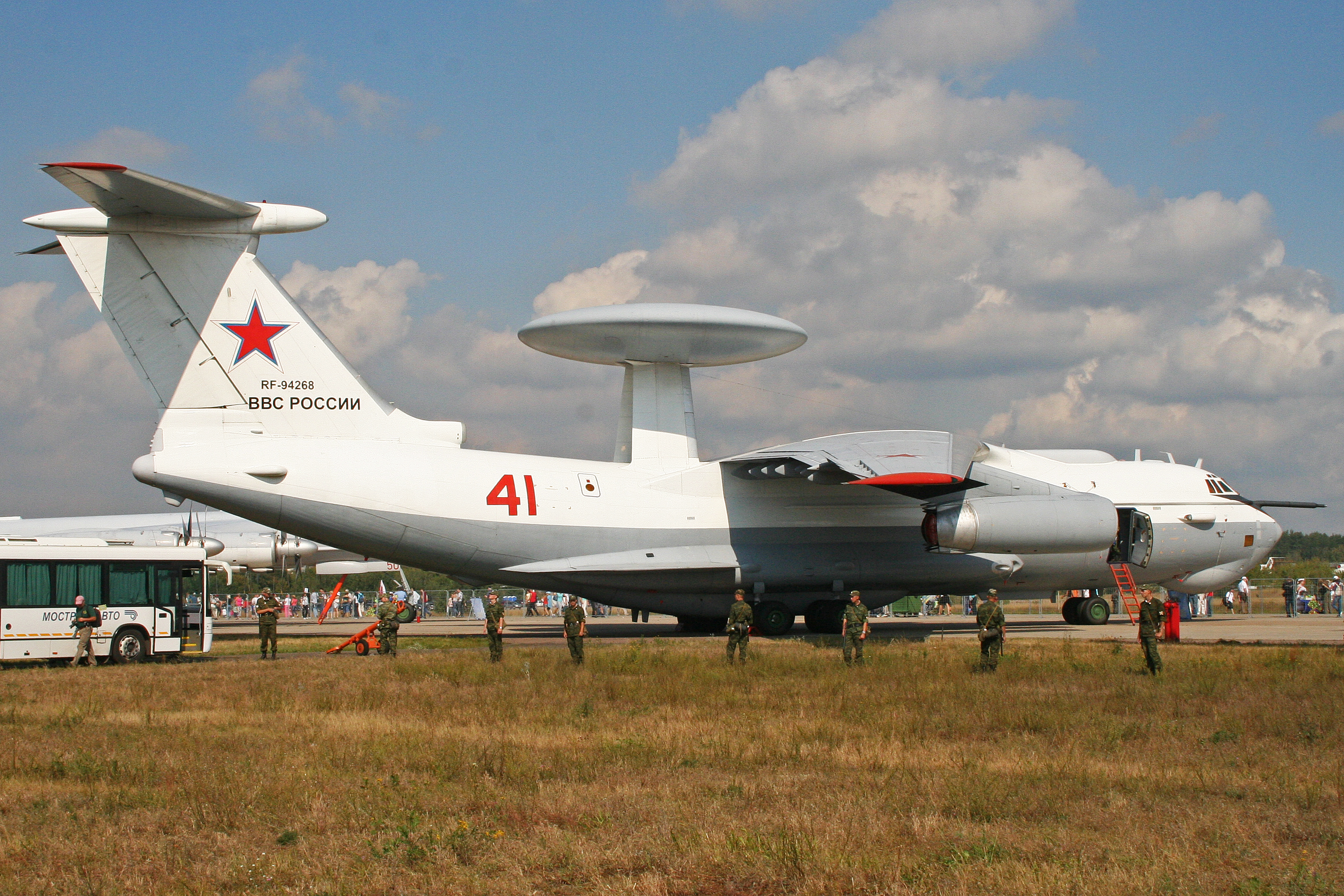
俄羅斯空天軍A-50預警機，2013年拍攝。

A-50預警機為伊爾-76的改良型號，承擔「飛行雷達」的功能。每架A-50的成本估計為3.3億美元。
根據《2022年軍事平衡》報告指，2022年俄羅斯入侵烏克蘭開始時，已有3架A-50和6架改良型A-50U服役。媒體報導指，2023年俄羅斯國家技術集團將另一架飛機交付給俄羅斯武裝力量。
A-50在入侵烏克蘭過程中被廣泛應用。它可以同時追蹤60個空中、水面和地面目標，並引導戰鬥機對其進行打擊。A-50能夠在200至400公里的範圍內探測到「戰鬥機」類目標，而飛行高度較高的目標探測範圍則可達到300至600公里；海上目標則在400公里的距離內可被探測。此外，飛機上裝備了主動和被動雷達電子作戰系統，以及紅外線干擾設備。A-50U具有更出色的性能。
俄羅斯退役空軍少將弗拉基米爾·波波夫曾聲稱，利用A-50，俄羅斯有能力追蹤愛國者防空飛彈的發射，然後進行攻擊。BBC指出，如果A-50在亞速海出現，烏克蘭的Su-24戰鬥轟炸機用暴風影導彈攻擊俄羅斯的目標就會變得非常困難。
此前，俄烏戰爭中俄羅斯沒有失去過任何一架A-50。2023年2月，一架A-50在白俄羅斯境內被無人機損壞，然後被送往塔甘羅格進行修理。

### Il-22管制機

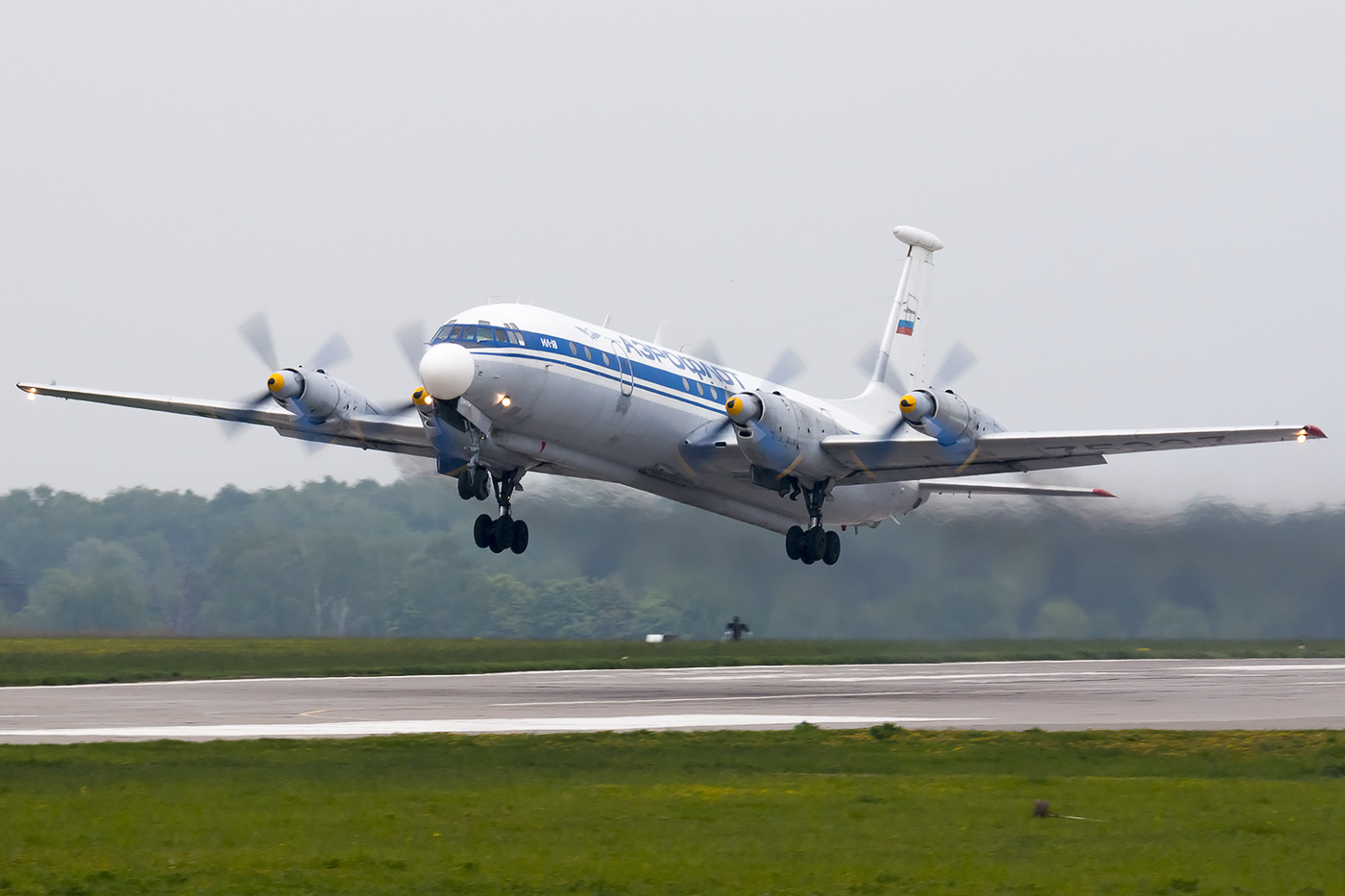
Il-22管制機，2016年拍攝。

BBC指出，Il-22管制機可以擔任中繼飛機或空中指揮所的角色。
根據《2022年軍事平衡》報告指，截至俄羅斯入侵烏克蘭開始，俄羅斯已經有12架伊爾-22M和10架舊型的伊爾-22。2023年6月，在瓦格納兵變期間，一架伊爾-22M在沃羅涅日州被擊落。此外，俄羅斯報紙《莫斯科共青團員報》報導指，2022年10月，一架伊爾-22被烏克蘭軍隊射擊並損壞，但成功返回基地。

## 事件過程

### 烏克蘭來源
基輔時間2024年1月14日22:20分，烏克蘭的監測Telegram頻道《尼古拉耶夫斯基·瓦涅克》問道：「那些混蛋們在亞速海上飛得怎麼樣了？」。二十分鐘後，烏克蘭最高拉達議員，國防和情報委員會副主席尤里·米西亞金表示大約在當地時間21:00分，一架A-50被擊落，而「伊爾-22（M）被擊中，最後一架還在空中試圖到達最近的機場，但在降落時在刻赤附近從雷達上消失了。」議員奧歷山大·費延科也公佈相同的消息。23:20分左右，媒體《RBC-烏克蘭》引用烏克蘭軍方的消息人士證實這一消息，並公開截獲自伊爾-22M飛機的飛行員與阿納帕機場控制員的對話，他要求緊急降落並求助救護和消防服務。不久，媒體《公共電視》引用烏克蘭國防部情報總局的消息人士也證實這一消息。根據《RBC-烏克蘭》的消息，在A-50從雷達上消失後，俄羅斯的Su-30飛行員發現了「一架不明飛行物著火和墜落」。
烏克蘭國家電視廣播公司報導指，1月14日21:00分左右，伊爾-22M在俄佔赫爾松斯特里爾科韋遭到攻擊，而A-50在同一天的21:10至21:15在扎波羅熱州基里利夫卡墜落。
第二天早上8:03分，烏克蘭空軍司令尼古拉·奧列修克在他的Telegram頻道上說：「這是為了第聶伯羅！在地獄裡燃燒吧，這班畜牲！」奧列修克指的是一年前的同一天，2023年1月14日，一枚俄羅斯導彈炸毀第聶伯羅的一棟住宅大廈，奪走46名平民的性命。烏克蘭空軍新聞處不久也表示：「亞速海地區特別行動圓滿成功。敬請關注後續。」
烏克蘭武裝部隊總司令瓦列里·扎盧日內於當日11:38分左右在他的Telegram頻道上寫道：「烏克蘭空軍的戰士們擊落敵人的遠程雷達偵測飛機A-50和敵人的空中指揮所伊爾-22。」他感謝烏克蘭軍人「為亞速海地區的精心策劃和執行行動」。扎盧日內公開了一張動畫地圖，展示這些飛機的飛行路線，根據地圖，它們在亞速海西北部的普里莫爾斯克附近執勤。
然而，在網上出現損壞的伊爾-22照片後幾小時，烏克蘭空軍發言人尤里·伊格納特表示：「看來，伊爾-22還是飛到了阿納帕。」他說，A-50是重點的目標，而「一直到今天，摧毀這架飛機似乎是一個不可能的任務」，對於烏克蘭武裝部隊而言，而伊爾-22M飛機「也同遭打擊」。同時，伊格納特說，伊爾-22飛機仍然「無法修復」，因此目標可視為被摧毀。
2024年1月15日，監測Telegram頻道《克里米亞之風》指出，從1月14日晚上起，亞速海中部沒有一艘開著應答機的民用船隻，因此頻道推測：「可能是軍艦和船隻在進行搜索工作。」

### 俄羅斯來源
俄羅斯總統新聞秘書德米特里·佩斯科夫表示，他沒有任何關於俄羅斯飛機被烏克蘭武裝部隊擊落的消息，並將問題轉交給俄羅斯國防部。俄羅斯國防部沒有對這一消息發表評論。
俄羅斯的「戰地記者」和親戰博主都確認有兩架俄軍飛機遭到攻擊的消息。《共青團真理報》記者亞歷山大·科茨寫道：「一架A-50墜毀，一架伊爾-22逃過一劫。」親戰博主尤里·波多利亞卡也說：「A-50的事……真的很不幸，是真的。」俄羅斯戰爭Telegram頻道《WarGonzo》也承認A-50的遭遇，他寫道：「戰爭總是充滿悲劇，我們的戰士們之犧牲讓人心痛。我們向機組人員的家屬和朋友致以深切的慰問。」俄羅斯戰爭Telegram頻道《Rybar》寫道，如果飛機被擊落的消息屬實，那將是「俄羅斯空天軍和防空部隊的黑暗一天」，因為A-50「數量有限」，而「操作它們的專家更是難得一見」。
親戰博主鮑里斯·羅津寫道：「伊爾-18/22還好，沒事。」與俄羅斯空天軍關係密切的Telegram頻道《Fighterbomber》表示：「這是一場巨大的悲劇。不管是誰，都不該遭遇這種命運。飛行員的死因，恐怕我們永遠也查不出來。願死者安息，傷者早日康復，重返戰場。」後來，《Fighterbomber》指責俄羅斯指揮部的行動失誤，說A-50上有11或12人罹難。親戰博主基里爾·費多羅夫發起為飛行員家屬捐款的活動。
2024年1月18日，Telegram頻道《間諜檔案》公佈一份飛行員名單，據稱這些飛行員都是在A-50上罹難的。頻道公佈飛機指揮官維亞切斯拉夫·列夫琴科（Вячеслава Левченко）和其他5名機組人員的姓名，並說這份名單不完整。媒體《Agents.media》發現這份飛行員名單被俄羅斯伊萬諾沃當地的電視台「豹」轉載，那裡是A-50U的駐地。《Agents.media》指出，前幾年，俄羅斯官媒介紹列夫琴科指揮的A-50U的情況。伊萬諾沃的媒體還提到由列夫琴科指揮的A-50參加2020年紅場閱兵的消息。
2024年1月19日，俄羅斯軍事Telegram頻道《VChK-OGPU》援引A-50指揮官列夫琴科的妻子維克多利亞的話，她說她和丈夫最後一次通話是在1月13日，此後他就失蹤。

### 西方來源
2024年1月17日，英國國防部的一份報告指出，英國情報部門「幾乎可以肯定」A-50在亞速海上空墜毀。
2024年1月19日，英國國防部的一份情報報告指出，俄羅斯開始派出另一架A-50在亞速海上空執行任務，並且飛行的範圍比之前更遠，這相當於「俄羅斯默認烏克蘭擊落A-50」。

## 擊落原因

### 烏克蘭武器

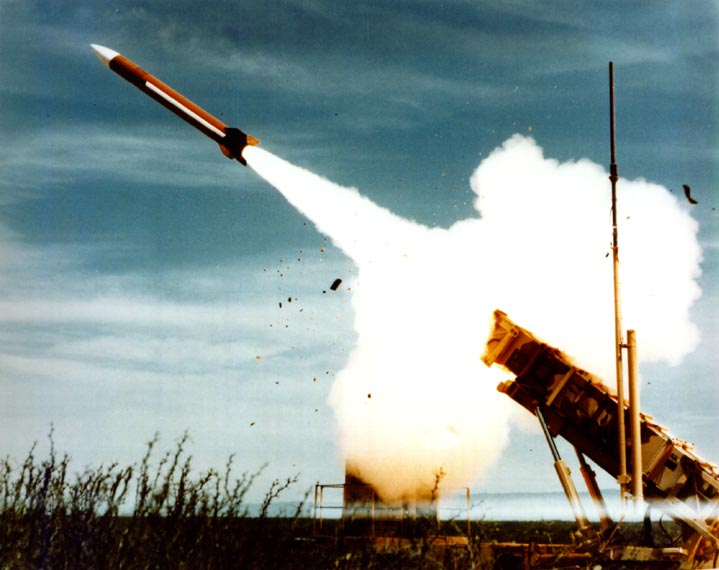
美國愛國者防空導彈系統發射PAC-2飛彈，2002年拍攝

在兩架俄羅斯飛機遭到擊落的消息發佈後，就立即出現使用何種武器的推測。據綜合推測，可能是愛國者防空導彈擊落飛機。不過BBC指出，據以前的消息，烏克蘭的愛國者系統使用的是PAC-3導彈，儘管這種導彈能夠很好地對抗彈道飛彈，但其射程只有40公里。就算烏克蘭使用射程達160公里遠的PAC-2導彈，但要擊落A-50這樣的飛機，也就是射程的極限，要達到這樣的效果，愛國者系統就得放在前線附近，這會使此昂貴系統面臨危險。而烏克蘭其他防空系統，不管是蘇式還是西式的類型，射程都更短，不能在這樣的距離上擊中俄羅斯飛機。
英國軍事專家布雷登·斯波林認為，烏克蘭的S-300防空導彈也有可能打到亞速海那邊。

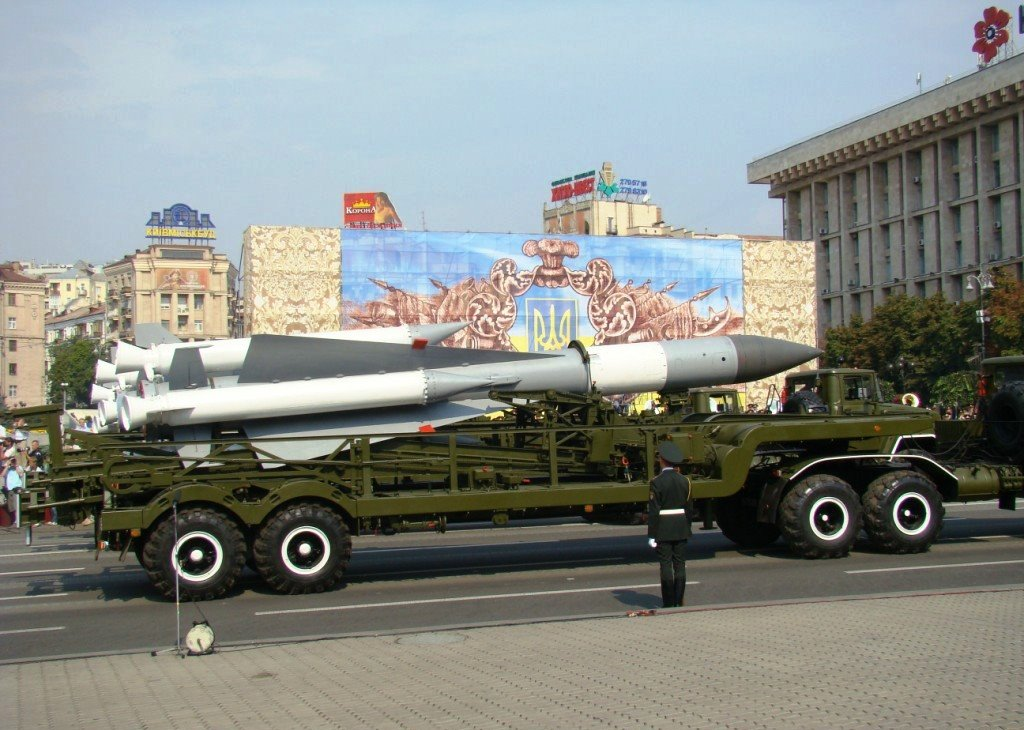
烏克蘭基輔的S-200防空導彈，2008年拍攝。

BBC推測，烏克蘭軍隊或許也能用上老舊的蘇聯S-200防空導彈，這種導彈早在十多年前就被淘汰，但是俄羅斯入侵的時候，烏克蘭軍隊就拿它們打擊地面目標。BBC表示，如果烏克蘭軍方能讓S-200恢復戰鬥力，那麼它們600公里的射程理論上就能擊落A-50，因為A-50是大型且機動性差的飛機，對這種導彈來說，應該是個容易的目標。
根據一些評論員的看法，烏克蘭人理論上也可以使用裝備遠程空對空飛彈的戰鬥機。但是，烏克蘭空軍裝備的米格-29戰鬥機和Su-27戰鬥機沒有這種導彈，而烏克蘭還沒有從西方國家獲得F-16戰鬥機。BBC指出，A-50本身可以通過它的雷達發現這些戰鬥機，如果使用F-16的話，A-50可以通過雷達散射截面將之識別出來。
根據軍事專家湯姆·庫珀的看法，烏軍設計一個精心的計劃，把A-50引進圈套，然後把它擊落。據庫珀的說法，1月13日，烏克蘭的Su-24戰鬥轟炸機對克里米亞的雷達和防空系統發動了一系列攻擊，摧毀幾個雷達站。俄軍就派出A-50和伊爾-22M來彌補雷達站的缺失，並決定用Su-34戰鬥轟炸機對烏克蘭進行反擊，為此，A-50和伊爾-22的飛行路線向北移動，靠近前線，這正中烏軍下懷。據專家的消息，烏軍利用S-300系統和愛國者系統互相配合，擊落A-50，而且愛國者系統雷達是在最後一刻才打開。
在伊爾-22M尾部受損的照片發佈後，BBC發現其機尾有很多大彈孔，這些彈孔看起來就像是被地面的大型防空導彈的碎片擊中而造成。
BBC指出，A-50和伊爾-22都是大型飛機，它們在雷達屏幕上很容易被發現，而且A-50自己還發出強烈的無線電信號。如果這些飛機都按照固定的路線飛行，烏軍就可以用防空導彈或戰鬥機給它們設置埋伏。
美國軍事分析師拉菲·科恩說：「我們不知道到底是什麼打下了這些飛機。可能是烏克蘭的防空系統，可能是另一架飛機，也可能是破壞行動。」
專家們指出，烏克蘭以前也做過類似的行動。比如在2023年5月，烏克蘭在俄羅斯布良斯克州擊落幾架俄羅斯飛機和直升機。而在2023年12月，烏軍宣稱一口氣摧毀3架Su-34。

### 俄羅斯防空部隊的友軍火力

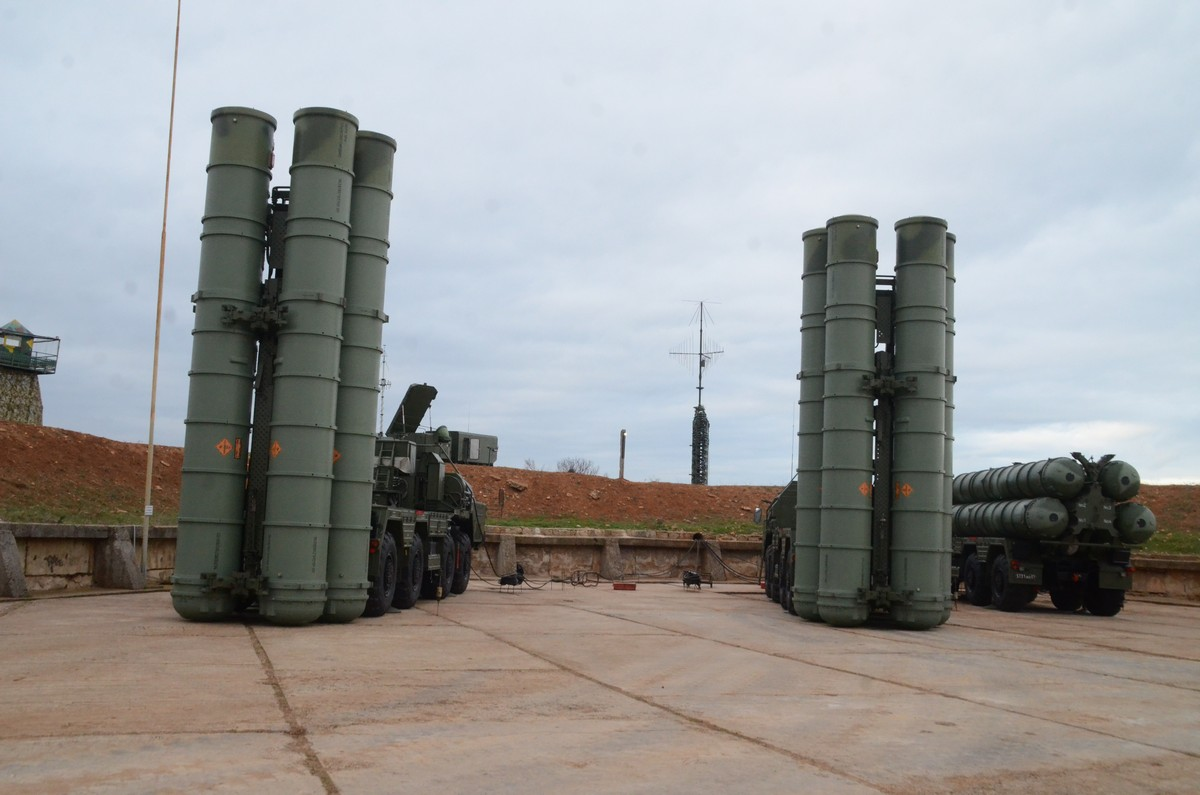
俄羅斯S-400正在執行戰鬥任務，2018年拍攝。

俄羅斯軍事Telegram頻道《Rybar》和《VChK-OGPU》均表示，這起事件可能是由於守衛克里米亞大橋的俄羅斯防空部隊的友軍火力造成。其他一些親戰「軍事記者」，比如羅曼諾夫，鮑里斯·羅津（卡薩德上校）和尤里·科特諾克也有同樣的看法。比如，科特諾克就寫了：「不用多說，就三個字——П.В.О（防空和飛彈防禦部隊）」。1月16日，《Fighterbomber》表示：「可惜的是，在特種軍事行動中，對俄羅斯空天軍來說，最恐怖和最危險的敵人是我們自己的防空和飛彈防禦部隊。它老是從後面開炮。沒法防守，也沒法預料或考慮它。」
軍事專家基里爾·米哈伊洛夫指出，他認為「友軍火力」的說法是可能的。他認為，這件事可以是因為俄羅斯防空部隊的疏忽和失誤而造成。他推測，在最近對克里米亞的攻擊之後，俄羅斯人可能在半島上加強防空部隊，但是「他們沒有告訴新來的軍人，這裡還有自家的飛機」。他把這種情況和2020年伊朗在德黑蘭附近擊落烏克蘭波音737飛機的事件作比較，當時伊朗人預料到美國會發動導彈襲擊，加強了在德黑蘭地區的防空力量，但是新來的軍人錯誤擊落一架飛往基輔的烏克蘭客機。
BBC俄語表示，部署在克里米亞大橋附近的S-400理論上可以擊落這些在亞速海上空的飛機，但是BBC認為防空部隊的操作員不太可能把伊爾-22M和尤其是A-50誤認為其他目標。
不過，烏克蘭的軍事專家奧歷山大·科瓦連科對「友軍火力」的說法表示懷疑，他說，俄羅斯的飛機差不多兩年都是走同一條路，他還說：「如果這真的是友軍誤傷，那麼它將載入世界戰爭史冊，和成為衝突史上最無面見人之事。」
另一位俄羅斯的軍事專家指出，如果只有一架飛機被擊落，那麼「友軍火力」的說法可能看起來比較可信，但是如果有兩架飛機，那麼更有可能是烏克蘭的愛國者防空系統起作用。

## 評論
BBC等媒體和專家們稱，A-50的損失對俄羅斯空天軍是一個重大打擊，因為這種飛機俄羅斯本來就不多。根據《福布斯》的消息，俄羅斯只剩下兩架A-50還能用，其他六架都要升級或修理中。
美國軍事分析師拉菲·科恩也稱，烏克蘭摧毀A-50是一件重要的象徵性勝利，它不僅有軍事上的效果，還可以和莫斯科號飛彈巡洋艦沉沒相比。但他同時指出，一架A-50的損失不會改變戰爭的整體局勢。但是，英國的專家布雷登·斯波林說：「俄羅斯不僅失去了一個寶貴而稀有的資產，這還會給剩下的飛機增加額外的負擔，如果俄羅斯想要保持它們的使用頻率。這可能會迫使俄羅斯把這些飛機飛得更遠，這會影響它們的效率。」
拉菲·科恩也指出，烏克蘭擊落A-50顯示烏克蘭能夠有效地利用西方的軍事援助。
奧地利的軍事專家馬庫斯·賴斯納表示，烏克蘭擊落 A-50是一個「驚人的成就」，它在世界其他正在發生危機的地方，包括加沙地帶和也門產生重大的信息效果，他把這烏克蘭的成就和烏克蘭在克里米亞打沉B-237頓河畔羅斯托夫號潛艇的事情相比。
據歐亞時報社報導指，這是有史以來第一宗已知的預警機被擊落事件